# Station Herlev
Station Herlev is een S-tog-station in Herlev, Denemarken. Het station is geopend op 15 mei 1949. Sinds 12 maart 2018 wordt gebouwd aan de Ring 3 Letbane, een sneltram die als noord-zuid verbinding de westelijke voorsteden van Kopenhagen doorkruist. Het is de bedoeling dat Herlev in 2025 een overstappunt wordt tussen deze sneltram en de S-tog. 
Frederikssund · Vinge · Ølstykke · Egedal · Stenløse · Veksø · Kildedal · Måløv · Ballerup · Malmparken · Skovlunde · Herlev · Husum · Islev · Jyllingevej · Vanløse · Flintholm · Valby · Carlsberg · Dybbølsbro · København H · Vesterport · Nørreport · Østerport · Nordhavn · Svanemøllen · Hellerup · Charlottenlund · Ordrup · Klampenborg
Frederikssund · Ølstykke · Egedal · Stenløse · Veksø · Måløv · Ballerup · Malmparken · Herlev · Vanløse · Flintholm · Peter Bangs Vej · Langgade ·  Valby · Carlsberg · Dybbølsbro · København H · Vesterport · Nørreport · Østerport